# Macroropica celebensis
Macroropica celebensis är en skalbaggsart som beskrevs av Stefan von Breuning 1947. Macroropica celebensis ingår i släktet Macroropica och familjen långhorningar.
Artens utbredningsområde är Sulawesi. Inga underarter finns listade i Catalogue of Life.